# Rose de Freitas

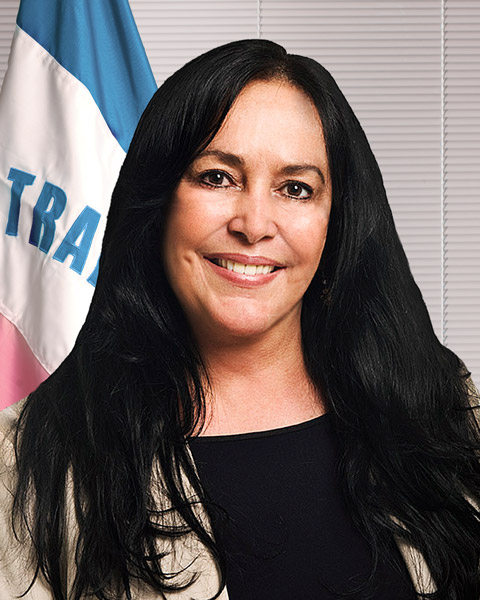
Senatorin Rose de Freitas

Rosilda de Freitas, bekannt als Rose de Freitas (* 23. Januar 1949 in Caratinga, Minas Gerais) ist eine brasilianische Politikerin der Partei Podemos (PODE). 2015 wurde sie Bundessenatorin für den Bundesstaat Espírito Santo.

## Leben
Rosilda de Freitas ist die Tochter von Valdemar Antônio de Freitas und Maria de Lurdes Teles de Freitas. Sie ist mit Hugo Borges Júnior verheiratet und hat zwei Kinder.

## Politische Karriere
Freitas war in den ehemaligen Movimento Democrático Brasileiro von 1966 eingetreten, beteiligte sich Ende der 1970er Jahre an Volksbewegungen und trat in eine Amnestiekommission und die Frauenkommission für Menschenrechte ein. Sie war in der Zeit auch als Journalistin und Rundfunksprecherin tätig. In der Regierung von Fernando Henrique Cardoso wurde sie Finanz- und Verwaltungsdirektorin der Embratur, einer unabhängigen Behörde des Tourismusministeriums. 1982 wurde sie für die Zeit von 1983 bis 1987 als Abgeordnete in die Legislativversammlung von Espírito Santo gewählt. Bei den Wahlen 1986 hatte sie sich als Bundesabgeordnete für den Staat Espírito Santo aufstellen lassen und konnte dieses Amt vom 1. Februar 1987 bis zum 31. Januar 1995 und erneut, nach einer Unterbrechung, vom 1. Februar 2003 bis zum 31. Januar 2015 ausüben. Sie stellte sich dann als erste weibliche Senatorin für Espírito Santo von drei Senatorenposten zur Wahl.
Bei den Wahlen 2014 wurde Freitas zum ersten Mal in den Bundessenat gewählt, sie konnte für den Wahlkampf rund 5 Millionen R$ Wahlspenden von Firmen sammeln und fand Unterstützung in einer Wahlkoalition aus den Parteien PMDB, PSDB, DEM, SD, PEN, PROS und PRP. Das Wahlergebnis lag bei 776.978 oder 46,23 % der gültigen Stimmen.
Bei den Wahlen 2018 hatte sie für die Gouverneurswahl kandidiert, erhielt jedoch nur 5,47 % der Stimmen. Sie konnte ihr achtjähriges, bis 2023 dauerndes Amt als Senatorin in der 56. Legislaturperiode weiter ausüben.
2018 wurde sie vom Bundessenat mit dem Diploma Bertha Lutz ausgezeichnet.